# Мурино (Кировская область)
Мурино — деревня в Сунском районе Кировской области в составе Большевистского сельского поселения.

## География
Находится на расстоянии примерно 14 км на восток-северо-восток по прямой от районного центра поселка Суна.

## История
Известна с 1678 года как займище «вновь против Ямново починка за речкою Курчюмом» с 1 двором. С 1722 года деревня Муринская. В 1764 году 42 жителя, Курчумская вотчина Успенского Трифонова монастыря. В 1873 году учтено дворов 26 и жителей 249, в 1905 32 и 268, в 1926 42 и 229, в 1950 55 и 215, в 1989 проживало 391 человек. В советское время работали колхозы «Муринский», им. Мичурина, им. Ленина и им. Калинина, совхоз «Муринский». В последние десятилетия XX века в деревню съехались жители всех окрестных селений.

## Население
Постоянное население составляло 347 человек (русские 96 %) в 2002 году, 168 в 2010.